# 世界大观

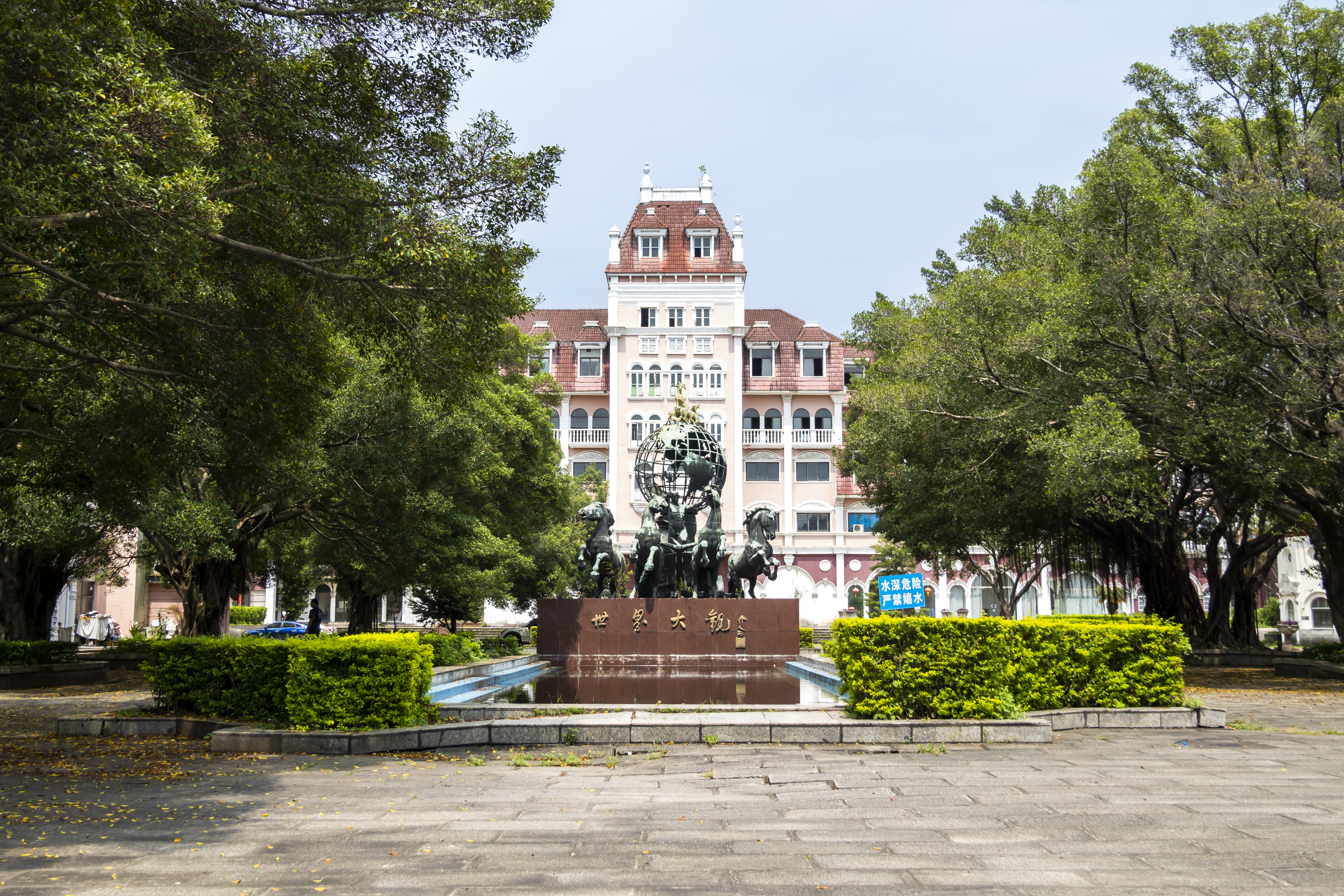
正门雕像

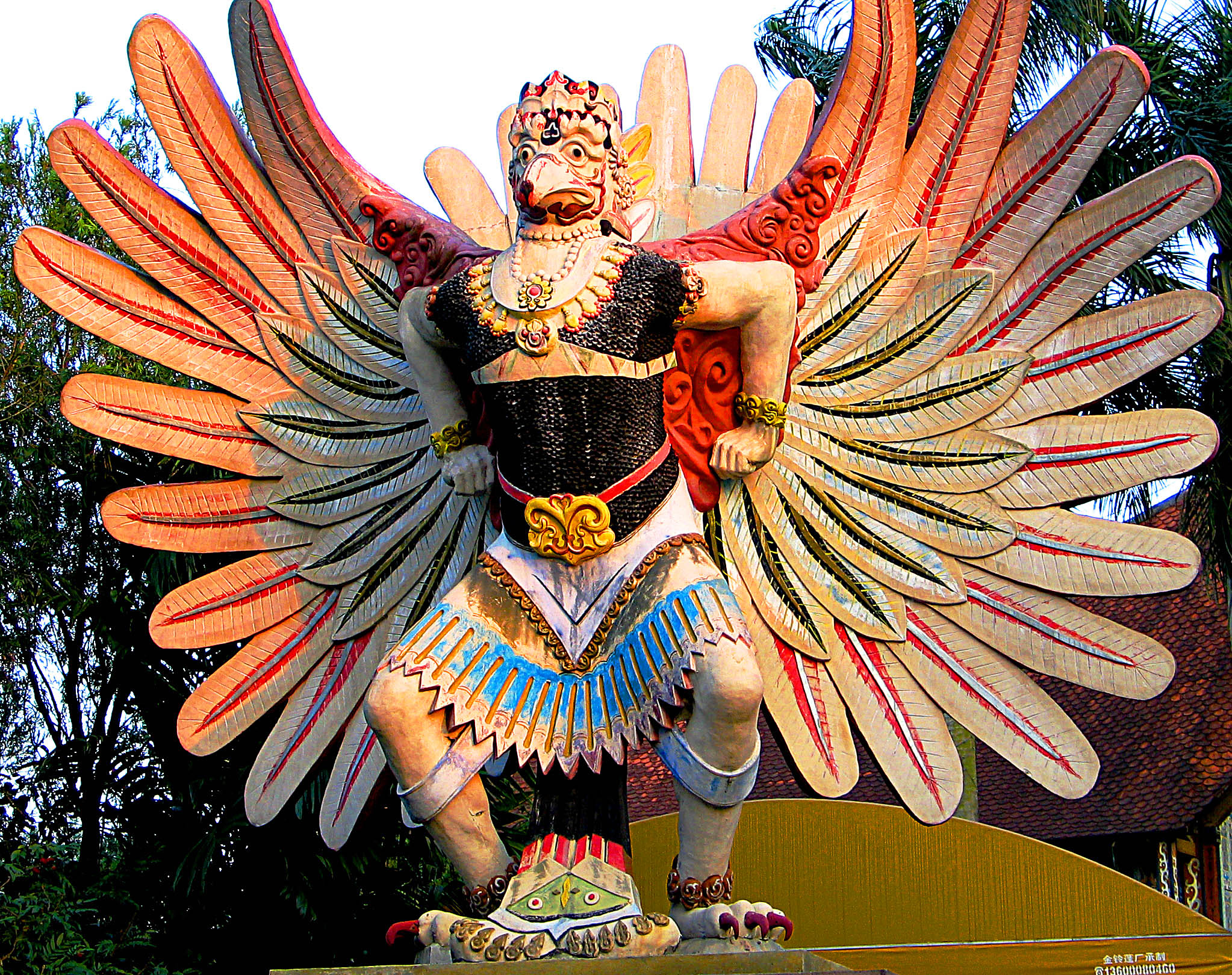
园区内的雕像，摄于2003年

世界大观，是广州市一个以世界各地建筑、户外艺术表演和现代游乐为主的大型综合旅游景区。原址位于天河黄村东圃，占地48公顷，曾是广州市规模最大的主题公园之一，已于2009年停业。

## 简介
世界大观是20世纪末由深圳世界之窗掀起的“微缩景观热潮”的产物，开园于1995年10月18日，号称投资6亿元，内设时代广场、巴黎歌剧院、古希腊剧场、阿拉伯剧场、英国剧场、日本剧场六大剧场，以及飞机舰船表演、综合游乐场、水上运动场、美国娱乐等四大游乐区，按1:1的比例还原了世界上100多个国家的著名建筑，更开创了广州主题乐园大型户外表演的先河。开园初期曾大受欢迎，被誉为广州旅游业的“月亮工程”和“羊城十大美景”之一，1996年3月8日，入场游客达到4.3万人次，创下了当时全国旅游景区的日接待游客人数和门票收入的最高纪录。最高峰时，每月平均客流量超过10万人，票价甚至翻番至90元人民币，比同类景区高出数倍。1997年，由于“微缩景观热潮”减退，加上自身经营不善，又因亚洲金融危机陷入债务纠纷，世界大观开始走下坡路，开业第三年起，剧场表演就开始不断缩减以节省开支，直至全部取消，此举更加剧了旅客的流失。2003年至2004年，世界大观曾两次承包予其他公司经营，但收效甚微。2005年，世界大观曾被拍卖以清偿债务，但两次流拍。2009年6月，宣布无限期停业。

## 事件
2005年7月19日，两名乘坐“空中飞人”游乐设施的工作人员，疑似因没有系紧安全带，从数米高的设施上摔落景区湖后死亡。事后园内机械娱乐设备全部暂停使用。
2005年12月，世界大观股份有限公司单方面终止了与广东永时达投资管理有限公司的15年经营合约。此后，世界大观多次遭疑似该公司指使的不明人士攻击：2006年春节期间，世界大观一名保安被20多人打致重伤；2008年7月，世界大观的员工宿舍楼被冲击；2009年元旦期间，数十人冲击并抢占世界大观电房；2009年1月，多人冲击租用世界大观地块的广州思源学校，同日又围堵548公交车站；2009年2月，有人用自制燃烧弹焚烧世界大观电房未遂；2009年4月，40多名身穿迷彩服的暴徒持长短枪、大刀、鱼叉、铁棍等武器闯入世界大观，将园区内七名保安打伤。

## 近况

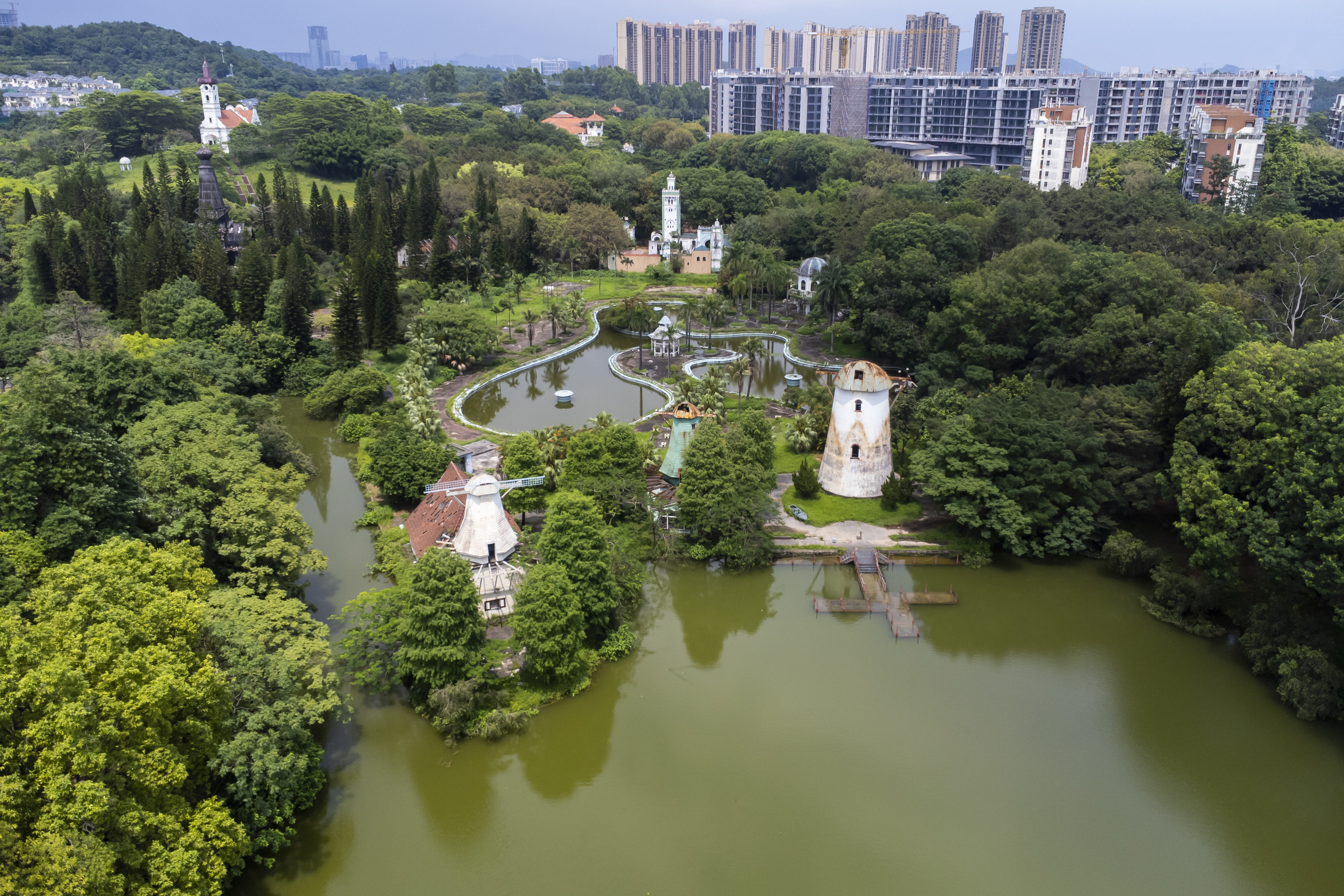
园区现状

由於長久荒廢，占地龐大，園區內部破败不堪，有爱好者会偷渡进入参观怀念，而也有部分人希望回收地块重新发展或修葺复业。园区仍开放作为婚纱和商业拍摄场地，亦出租部分场地作办公场所。由于园区在被政府收储前仍属于广州世界大观股份有限公司管理的私人地区，私自闯入仍会被园区的保安追赶。园区在2015年10月的一篇文章而再次引起市民的关注。
广州市政府近年开始规划盘活世界大观地块。2022年4月，天河区土地开发中心与世界大观公司签订收储补偿协议，同年8月正式发布解除合同公告，标志着该地块正式被政府收储。2023年3月，广州市规划和自然资源局发布《天河区世界大观地块（AT1003、AT1006规划管理单元）控制性详细规划修改征询意见公示》，拟将世界大观48.9万平方米的权属用地修改为商务/商业用地、二类居住用地和中小学用地等，总建筑面积约51万平方米；同时优化黄云路（即当前悦景路）西段线位，增加7类38处公共服务设施。规划亦明确由天河区政府负责后续太阳湖、月亮湖及周边道路、绿地等的管护工作。相关规划变更于2023年4月底获批。同年11月，该地块的项目设计方案审议通过。

## 公共交通
- 广州地铁21号线大观南路站